# 노화의 징표
노화의 징표 ( Hallmarks of aging ) 노화는 생리학적 완전함이 점차적으로 사라지는 것으로 특징지을 수 있고, 손상된 기능으로 이어져 결국에는 죽음에 이르게 된다.  노화의 징표는 모든 기관에서 일어나는 생화학적 변화의 형태들로 생물학적 노화를 경험하며 결국 죽음에 이르게 된다.  

## 개요
시간이 흐름에 따라, 대부분의 모든 살아있는 유기체는 점진적인 비가역적인 노화를 겪고, 신체 시스템의 기능들이 손상을 입게 된다.  노화는 암, 당뇨, 심장계 질병, 신경쇠약 질병을 포함한 대부분의 사람과 관련된 질병을 주요 위험 인자이다.  그러므로, 노화가 가져오는 여러가지 변화들을 묘사하고 분류하는 것이 중요하다.
2023년 1월에 발표된 논문에 의하면 9가지의 징표들을 크게 3가지로 구분한다.

### 주요 징표들 ( 피해의 원인)
- 게놈의 불안정성
- 텔로미어의 축소화
- 후성유전학적 변화
- Loss of proteostasis